# Yohoia
Yohoia is een geslacht van uitgestorven megacheirane geleedpotigen uit het Cambrium dat als fossiel is gevonden in de Burgess Shale-formatie van British Columbia, Canada. Het is geplaatst in de Arachnomorpha, een groep geleedpotigen die de cheliceraten en mogelijk de trilobieten omvat. Fossielen variëren in grootte van zeven tot drieëntwintig millimeter. Er zijn zevenhonderdelf exemplaren van Yohoia bekend uit het Greater Phyllopod-bed, waar ze 1,35 procent van de gemeenschap uitmaken.
Yohoia is een van de geleedpotigen met een groot aanhangsel. Alle taxa hebben een enkel paar grote pre-orale gelede ledematen met vertakte stekelige uiteinden voor het grijpen, spietsen of filteren van voedsel. Geleedpotigen met een groot aanhangsel zijn gezien als een polyfyletische groep waarvan het aanhangsel onafhankelijk is geëvolueerd, of als een klasse Megacheira inclusief Yohoia (met Leanchoilia, Alalcomenaeus, Oestokerkus, Fortiforceps, Jianfengia, Yawunik) gedefinieerd als euarthropoden, plus de radiodonten, gedefinieerd als een zustergroep van geleedpotigen. Yohoia-achtige geslachten zijn klein en hebben tweetakkige ledematen met een loopsegment, terwijl radiodonten grotere dieren zijn zonder ledematen behalve het grote aanhangsel. Hoewel birame ledematen zijn beschreven bij de radiodont Schinderhannes uit het Devoon, wordt deze interpretatie sterk in twijfel getrokken en is het waarschijnlijker dat het banden van kieuwlamellen zijn.

## Kenmerken
Exemplaren van Yohoia hebben een kopschild dat wordt gevolgd door dertien stamtergieten of platen. Aan beide zijden eindigde de onderkant van de eerste tien hiervan in naar achteren wijzende, driehoekige punten of projecties. De laatste drie platen waren complete buizen die de hele romp omcirkelden. Aan het einde van de stam zat een peddelachtige staart. Er waren ook een paar grote verlengstukken aan de voorkant van het hoofdschild. Ze hadden een uitgesproken 'elleboog' en eindigden in vier lange stekels, die nogal op vingers leken. Er waren drie aanhangsels aan de onderkant van het hoofdschild aan elke kant, en deze zouden het wezen op de zanderige of slibachtige zeebodem hebben ondersteund. Er hingen ook enkele aanhangsels onder de lichaamsplaten die flapachtig waren en omzoomd met setae, waarschijnlijk gebruikt om te zwemmen en te ademen. Exemplaren vertonen ook enkele bolvormige formaties aan de voorkant van het hoofdschild die mogelijk als ogen hebben gediend.
Aangenomen wordt dat Yohoia een voornamelijk bentisch (bodemlevend) wezen was dat net boven de modderige oceaanbodem zwom en zijn aanhangsels gebruikte om prooien te vangen of te vangen.